# Bradbury Landing
Bradbury Landing − miejsce lądowania w dniu 5 sierpnia 2012 roku i rozpoczęcia podróży po powierzchni Marsa należącego do NASA łazika Curiosity. Miejsce to naukowcy nazwali imieniem nieżyjącego pisarza Rajmunda Bradbury. Bradbury Landing znajduje się w kraterze Gale. 
Współrzędne geograficzne miejsca lądowania są określone z dokładnością do 1 metra i wynoszą:
- − 4,5895° szerokości geograficznej południowej
- 137,4417° długości geograficznej wschodniej[2].

Po 39 marsjańskich dniach i odkryciu wychodni Goulburn i Link łazik Curiosity dotarł do odkrywki skalnej Hottah. 
Po 48 marsjańskich dniach trwania misji łazika Curiosity na powierzchni Marsa, osiągnął on lokalizację Rocknest.